# IntelliType
IntelliType是微软鍵盤的驅動，同时也是一款可以更改鍵盤設定的應用程式。IntelliType曾登陸Mac OS X，但是後來不再登陸陸Mac OS X。2011年後，IntelliType不再更新。

## 参看
- IntelliPoint — 微软滑鼠驱动